# Yúliya Biriukova (ciclista)
Yúliya Biriukova (en ucraniano: Юлія Бірюкова; Leópolis, 24 de enero de 1998) es una deportista ucraniana que compite en ciclismo en las modalidades de pista y ruta. Ganó una medalla de bronce en el Campeonato Europeo de Ciclismo en Pista de 2020, en la prueba de persecución por equipos.

## Medallero internacional
| Campeonato Europeo | Campeonato Europeo | Campeonato Europeo | Campeonato Europeo      |
| Año                | Lugar              | Medalla            | Competición             |
| ------------------ | ------------------ | ------------------ | ----------------------- |
| 2020               | Plovdiv (Bulgaria) | Medalla de bronce  | Persecución por equipos |

## Palmarés
2022
- 1 etapa del Tour de Turingia femenino

2023
- 2.ª en el Campeonato de Ucrania Contrarreloj
- 2.ª en el Campeonato de Ucrania en Ruta

2024
- Campeonato de Ucrania Contrarreloj

2025
- Campeonato de Ucrania Contrarreloj
- Campeonato de Ucrania en Ruta